# Szare Szeregi

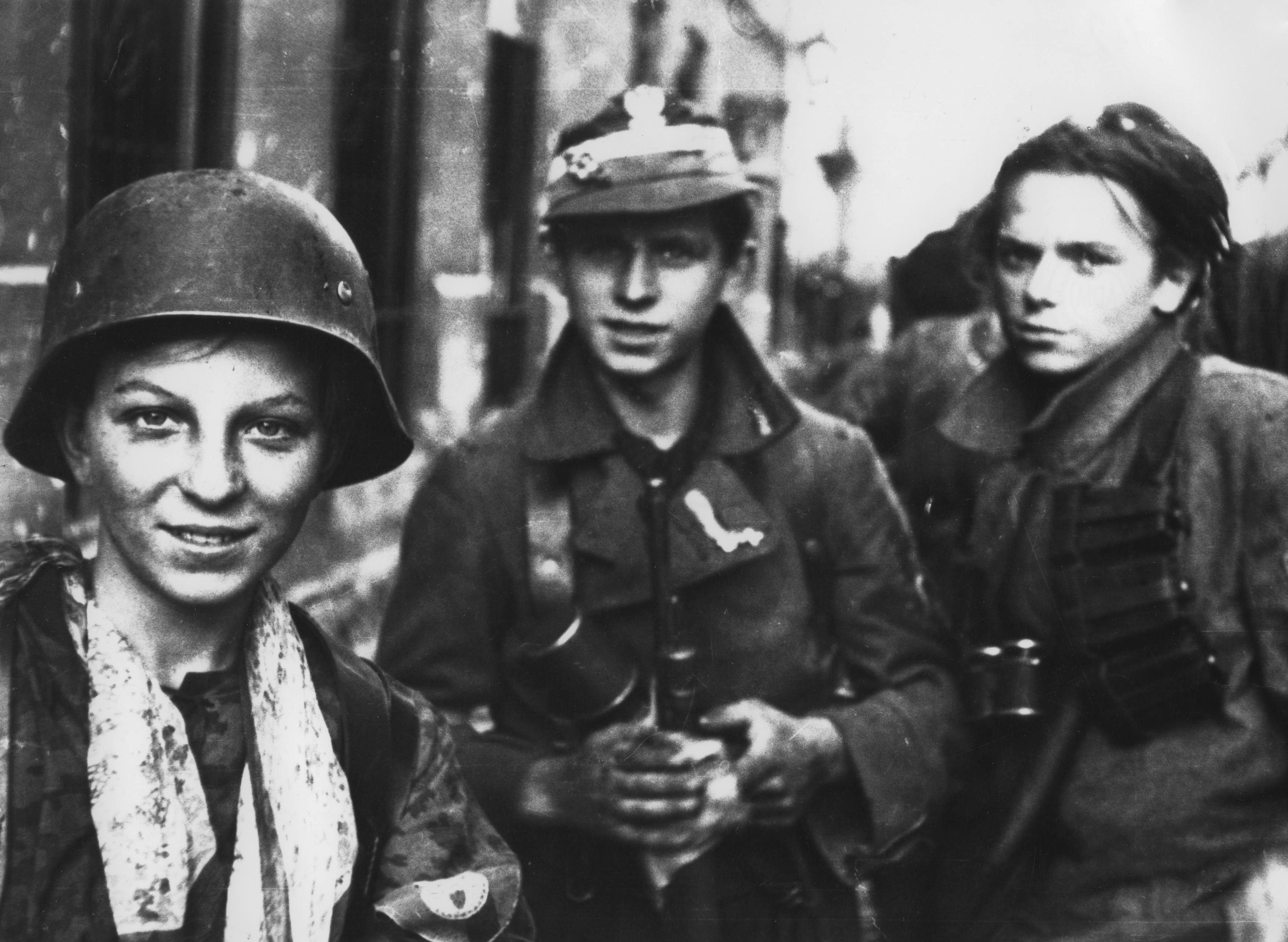
Grupo de assalto durante a Revolta de Varsóvia.

 O Szare Szeregi (em português: fileiras cinzentas) foi o nome de código para o grupo paramilitar secreto (Zwiazek Harcerstwa Polskiego) durante a Segunda Guerra Mundial. 
A organização foi criada em 27 de setembro de 1939. Tratava-se de uma resistência activa que lutou durante a ocupação alemã da Polónia, principalmente na Revolta de Varsóvia, até 18 de Janeiro de 1945, e contribuiu para as operações de resistência do Estado Secreto Polaco. Alguns de seus membros "Grupy Szturmowe" (em português: "Grupos de Tempestade") receberam treino de elite da Armia Krajowa.
Apesar de formalmente independentes, os Szeregi trabalharam próximos a Delegatura Rządu Rzeczypospolitej Polskiej na Kraj (Delegação do Governo para a Polónia) e o quartel general da Armia Krajowa. Os Szeregi possuiam sede própria, o Naczelnictwo, ocupada por cinco ou seis pessoas.